# Tate Multimedia
Tate Multimedia – polski producent i wydawca gier komputerowych z siedzibą w Warszawie, założony w 2000 roku jako X-Ray Interactive. W 2003 roku nazwę zmieniono na Tate Interactive, a w 2015 – Tate Multimedia.
Od 2000 roku firma prowadzi działania w Europie, Ameryce Północnej, Japonii i Chinach. Tate Multimedia funkcjonuje w modelu "house of ideas", inwestując w niezależne projekty.

## Historia
Tate Multimedia od początku swojej działalności ściśle współpracowała z Atari i Koch Media. Efektem tej współpracy były m.in. takie tytuły jak My Horse and Me 2, Asterix i Obelix XXL 2, Go West: A Lucky Luke Adventure, Titeuf czy The Saddle Club. Jednak największym sukcesem Tate Multimedia do tej pory jest wydana seria gier Kangurek Kao, sprzedanych w nakładzie ponad 700 tys. sztuk, oraz Urban Trial Freestyle, sprzedanych w nakładzie ponad 1 miliona sztuk w ponad 150 krajach. We wrześniu 2016 roku gra Urban Trial Freestyle została opublikowana w Chinach na PlayStation Vita. Jest to jedyny tytuł na tę konsolę wydany w 2016 roku przez Sony China. W marcu 2017 roku Tate Multimedia wydało drugą część Urban Trial Freestyle przeznaczoną wyłącznie na konsolę Nintendo 3DS.
W październiku 2017 roku studio zapowiedziało wydanie nowej gry na PC oraz konsole PlayStation 4 i Xbox One zatytułowaną Steel Rats.

## Produkcje
- Źródło: oficjalna strona Tate Multimedia[9]

| Rok  | Tytuł                                   | Platforma                                       | Wydawca                   |
| ---- | --------------------------------------- | ----------------------------------------------- | ------------------------- |
| 2000 | Kangurek Kao                            | Sega Dreamcast, Microsoft Windows (PC)          | Titus                     |
| 2003 | Kangurek Kao: Runda 2                   | Xbox, GameCube, PS2, PC                         | Atari, JoWooD Productions |
| 2005 | Kangurek Kao: Tajemnica Wulkanu         | PC                                              | Cenega N.V.               |
| 2005 | Kao Challengers                         | PSP                                             | Atari, Namco Bandai Games |
| 2007 | Asterix & Obelix XXL 2 – Mission: Wifix | PSP                                             | Atari                     |
| 2007 | Lanfeust of Troy                        | PSP                                             | Atari                     |
| 2007 | Lucky Luke: Go West!                    | DS, PC, Wii                                     | Atari                     |
| 2008 | My Horse & Me 2                         | DS, PC, PS2, Wii, Xbox 360                      | Atari                     |
| 2010 | The Saddle Club                         | PC, Wii                                         | Deep Silver / Koch Media  |
| 2011 | Titeuf: Le Film                         | Wii, DS, PC                                     | Deep Silver               |
| 2013 | Urban Trial Freestyle                   | PC, PS3, PS Vita, PSN, 3DS                      | Tate Multimedia           |
| 2017 | Urban Trial Freestyle 2                 | 3DS                                             | Tate Multimedia           |
| 2018 | Steel Rats                              | PC, PS4, Xbox One                               | Tate Multimedia           |
| 2018 | Urban Trial Playground                  | Switch, PC                                      | Tate Multimedia           |
| 2020 | Urban Trial Tricky                      | Switch, PC                                      | Tate Multimedia           |
| 2022 | Kangurek Kao                            | PC, Xbox Series X/S, Xbox One, PS4, PS5, Switch | Tate Multimedia           |